# Думай Леонід Бенціонович
Леоні́д Бенціо́нович Думай (нар. 19 жовтня 1923, Одеса) — радянський спеціаліст з механізації виноградарства. Кандидат технічних наук з 1971 року, лауреат Державної премії СРСР за 1971 рік.

## Біографія
Народився 19 жовтня 1923 року в Одесі. У 1948 році закінчив Одеський політехнічний інститут. У 1948—1968 роках працював на Одеському заводі сільськогосподарського машинобудування. У 1968—1974 роках — завідувач відділу технології та механізації Українського науково-дослідного інституту виноградарства і виноробства імені В. Є. Таїрова. З 1974 року — старший науковий співробітник Всесоюзного науково-дослідного інституту сільськогосподарського машинобудування імені В. П. Горячкіна (Москва).
Державна премія присуджена за участь у розробці і впровадженні у виробництво технології механізованого обробітку винограду в зоні укривного виноградарства.